# Kościół Świętego Krzyża w Buku
Kościół Świętego Krzyża w Buku – zabytkowy kościół drewniany w Buku w województwie wielkopolskim, zbudowany w 1760 r. na miejscu wcześniejszej świątyni, która została rozebrana w XVIII w.

## Historia i architektura
Nowy kościół powstał na planie krzyża, a fundatorem był właściciel pobliskich Wojnowic – Wiktor Raczyński. Obiekt zachował się do dzisiaj z oryginalnymi malowidłami ściennymi przedstawiającymi sceny z życia Świętego Wojciecha. Do najcenniejszych przedmiotów z wyposażenia świątyni należą krucyfiks i kamienna kropielnica z przełomu XV i XVI w. Obok kościoła zachowały się drewniana dzwonnica z XVIII w. wykonana w konstrukcji słupowej i oszalowana. Zbudowano ją na planie kwadratu, a namiotowy dach pokryto gontem. Wewnątrz wisi stary dzwon, a na belce widoczna jest data - 1757. Na cmentarzu przykościelnym znajduje się rokokowa, kamienna figura Ecce Homo z 1762 r. Przedstawia ona Chrystusa ubiczowanego i cierniem ukoronowanego. Pochowani są tutaj m.in. Stanistaw Kaczmarek – żołnierz napoleoński, kosynierzy bukowscy z 1848 r., powstańcy wielkopolscy 1918/1919, Franciszek Szubert, przedstawiciele rodu Niegolewskich, Agnieszka z Kopickich Marcinkowska - matka Karola Marcinkowskiego, Regina Wańkowicz – siostra Melchiora Wańkowicza oraz Lech Siuda.